# 夕蜜柑
夕蜜柑（日语：／ Yūmikan，？—）是一名日本輕小說作家，活躍於小說投稿網站「成為小說家吧」。
2016年起，在「成為小說家吧」上連載輕小說《怕痛的我，把防禦力點滿就對了》，2017年出版成書籍，2020年改編為電視動畫。

## 作品
- 怕痛的我，把防禦力點滿就對了（插圖：狐印，角川BOOKS，既刊16卷）

## 備註
1. ↑  . animate Times. 2019-08-06  [2021-03-20]. （原始内容存档于2020-02-15）.
2. ↑  . Yahoo!ニュース.   [2021-02-03]. （原始内容存档于2021-03-04） （日语）.

## 外部連結
- 夕蜜柑在成為小說家吧的個人網頁